# Całe lata
Całe lata – utwór muzyczny wykonywany przez polskiego rapera Taco Hemingwaya z gościnnym udziałem polskiego piosenkarza Dawida Podsiadły. Pochodzi z szóstego albumu studyjnego Taco Hemingwaya, 1-800-Oświecenie (2023). 22 września 2023 został wydany przez wytwórnię 2020 jako drugi promujący go singel. Został wyprodukowany przez @atutowego.

## Geneza i wydanie
„Całe lata” jest czwartym wspólnym utworem Taco Hemingwaya i Podsiadły, po remiksie „Tamagotchi” (2018) duetu Taconafide oraz pochodzących z albumu Pocztówka z WWA, lato ’19 (2019) „W piątki leżę w wannie” i „Sanatorium”. 26 sierpnia 2023 wykonali go przedpremierowo utwór podczas koncertu Podsiadły na Stadionie Narodowym w Warszawie. Premiera studyjnej wersji utworu odbyła się 22 września 2023, wraz z całym albumem 1-800-Oświecenie.

## Charakterystyka muzyczna
„Całe lata” dotyczy tęsknoty za utraconą młodością. Motywem przewodnim tekstu jest poczucie, że wakacje zdają się trwać krócej niż w młodości, co wykonawcy opisują jako metaforyczną inflację. Marek Fall z newonce.radio opisał utwór jako „retrospektywny letniak”. Maja Kozłowska z portalu Vibez nazwała go „poprawnie popowym, lekkim, przyjemnym” oraz porównała do utworu Taco Hemingwaya „Fiji” z albumu Café Belga (2018). Marcin Flint z serwisu Interia scharakteryzował go jako „bardzo melodyjny, gitarowy snuj”.

## Odbiór krytyczny
Marcin Flint z serwisu Interia napisał, że utwór jest „zadbany producencko od początku do końca. Znowu dobry refren i jeszcze nostalgia serwowana z dużym wdziękiem. Chcę się od razu puścić jeszcze raz”. Jakub Wojakowicz z portalu Rytmy.pl wyraził opinię: „Dawid Podsiadło stanął po prostu na swoim wysokim poziomie”. Redaktor serwisu Open.fm ocenił, że utwór to „kolejny mocny punkt 1-800-Oświecenie i być może utwór, który może odnieść największy sukces”. Maja Kozłowska z portalu Vibez oceniła utwór: „Dla mnie odrobinę zmarnowany potencjał bitu @atutowego, ale są też plusy. Wyższe partie Dawida bardzo miłe”. Karol Górski z TVN24.pl nazwał go „dość przewidywalnym anty-letniakiem” i „banałem, ale opowiedzianym bez zbędnego nadęcia”. 

## Teledysk
Teledysk do „Całych lat” w reżyserii Łukasza Partyki został wydany 22 września 2023, w dniu premiery utworu. Zostały w nim wykorzystane nagrania z archiwum rodzinnego Taco Hemingwaya z lat 1992 i 1995 oraz kadry z wykonania piosenki na Stadionie Narodowym w Warszawie.

## Pozycje na listach przebojów

### Listy krajowe
| Notowanie                | Najwyższa pozycja | Źr.    |
| ------------------------ | ----------------- | ------ |
| Billboard Poland Songs   | 2                 | [ 12 ] |
| OLiS – single w streamie | 2                 | [ 13 ] |

### Listy popularności w serwisach cyfrowych
| Serwis                         | Najwyższa pozycja | Źr.    |
| ------------------------------ | ----------------- | ------ |
| Spotify (notowania dzienne)    | 2                 | [ 14 ] |
| Spotify (notowania tygodniowe) | 2                 | [ 14 ] |

### Listy radiowe
| Stacja                    | Notowanie                    | Najwyższa pozycja | Źr.    |
| ------------------------- | ---------------------------- | ----------------- | ------ |
| Polskie Radio Program III | Lista przebojów Trójki       | 19                | [ 15 ] |
| Radio 357                 | Lista przebojów Radia 357    | 3                 | [ 16 ] |
| Radio Eska                | Rap 20                       | 6                 | [ 17 ] |
| Radio Poznań              | Lista przebojów Radia Poznań | 13                | [ 18 ] |

## Certyfikaty sprzedaży
| Certyfikat         | Liczba egzemplarzy | Data                 |
| ------------------ | ------------------ | -------------------- |
| złota płyta        | 25 000             | 25 października 2023 |
| platynowa płyta    | 50 000             | 24 stycznia 2024     |
| 2× platynowa płyta | 100 000            | 20 listopada 2024    |

## Personel
Opracowano na podstawie poligrafii dołączonej do albumu i metadanych w serwisie Tidal.
- Taco Hemingway – rap, śpiew, słowa
- Dawid Podsiadło – śpiew, słowa
- @atutowy  – muzyka, produkcja muzyczna, wokal wspierający
- Rafał Smoleń – miksowanie, mastering